# Carlos Rodolfo de Wurtemberg-Neuenstadt
Carlos Rodolfo (Neuenstadt am Kocher, 29 de mayo de 1667 - Neuenstadt am Kocher, 17 de noviembre de 1742) fue el tercer y último duque de Württemberg-Neuenstadt, comandante del ejército en servicio danés y mariscal de campo del Sacro Imperio Romano .

## Biografía
Carl Rudolf era el hijo menor de Federico de Wurtemberg-Neuenstadt en 1649, y su esposa Clara Augusta von Braunschweig. El joven duque estudió en Tubinga y Estrasburgo. Su Grand Tour lo llevó a Ginebra, el sur de Francia, la corte de Luis XIV, Londres y el norte de Alemania.

### Carrera militar
Ya en 1687 levantó un Regimiento de Württemberg para apoyar a la República de Venecia en su guerra contra el Imperio Otomano en Grecia. Carlos Rodolfo dirigió personalmente una compañía de 150 hombres y combatió durante dos años en Morea y Negroponte hasta que recibió un disparo en el pecho durante el asedio de Negroponte. Sobrevivió, pero la bala permaneció en sus pulmones durante el resto de su existencia.
Cuando Carlos Rodolfo regresó a Württemberg a principios de 1690, la Guerra de la Gran Alianza ya había comenzado. Carl Rudolf ingresó al servicio danés y fue a Irlanda para apoyar al protestante Guillermo de Orange contra el depuesto rey católico James II de Inglaterra. El comandante de las tropas danesas era el hermano mayor de Carlos Rodolfo, Fernando Guillermo. Ambos hermanos lucharon en la victoriosa batalla de Boyne.
En 1692, ambos hermanos lucharon contra los franceses en Flandes y participaron en las batallas de Steenkerke y Neerwinden. Cuando la guerra terminó en 1697, el rey danés los envió a la actual Ucrania, donde apoyaron a las tropas polaco-sajonas en la guerra polaco-otomana (1683-1699) contra los turcos. En 1700 lucharon en la Gran Guerra del Norte contra Suecia, pero Dinamarca se vio obligada a retirarse de la guerra en el mismo año.
Un año después estalló la Guerra de Sucesión Española, donde Francia se opuso a una coalición británico-holandesa-Habsburgo. Dinamarca apoyó a la coalición y Carlos Rodolfo fue enviado a la cabeza de un ejército de 12,000 hombres a los Países Bajos. Por sus acciones en 1702, fue nombrado miembro del más alto honor danés, la Orden del Elefante. En 1704 dirigió a las tropas danesas en la batalla de Blenheim . En la Batalla de Ramillies (1706) y Malplaquet (1709) se distinguió y jugó un papel importante en ambas victorias.
Al final de la guerra, estaba al mando de todo el ejército danés.
Mientras tanto, Dinamarca había vuelto a entrar en la Gran Guerra del Norte y Carlos Rodolfo recibió la orden de tomar Stralsund lo que logró en 1715 después de un largo asedio.

### Gobernante en Neuenstadt
En 1716, el hermano mayor de Carlos Rodolfo ,Federico Augusto, murió. Había gobernado Neuenstadt desde 1682. Como Frederick August no había dejado sucesores masculinos, y el segundo hermano Fernando Guillermo había muerto en 1701, el Ducado pasó a Carlos Rodolfo . Después de 25 años en el servicio, dejó el ejército danés y regresó a casa.
En 1734 fue llamado nuevamente como Generalfeldmarschall del Sacro Imperio Romano para defender el Alto Rin contra los franceses en la Guerra de Sucesión Polaca .
En 1737, el duque de la línea principal de la casa de Wurtemberg, Carlos I Alejandro de Wurtemberg, murió inesperadamente en Stuttgart. Su hijo Carlos Eugenio tenía solo 9 años y Carlos Rodolfo fue nombrado regente. Carlos Alejandro había dejado el Ducado en un estado financiero desastroso y era odiado por la población. Para evitar un levantamiento, Carlos Rodolfo acusó al ministro de Finanzas judío, Joseph Süß Oppenheimer, y lo hizo ejecutar. Poco después, Carlos Rodolfo pasó la Regencia a Carl Friedrich de Württemberg-Oels , por razones de salud.
Carlos Rodolfo murió de catarro en noviembre de 1742 y fue enterrado en la Nikolauskirche, en Neuenstadt am Kocher.
Carlos Rodolfo nunca se casó, pero vivió junto con María Teresa de La Country. No tuvieron hijos.
- Datos: Q74837
- Multimedia: Charles Rudolph, Duke of Württemberg-Neuenstadt / Q74837